# Sucen (Gemawang)
Sucen is een bestuurslaag in het regentschap Temanggung van de provincie Midden-Java, Indonesië. Sucen telt 2839 inwoners (volkstelling 2010).